# ぶかっこう

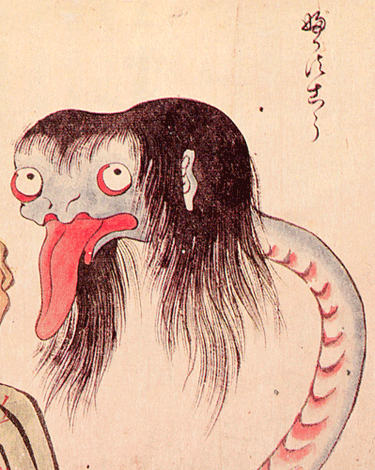
松井文庫（熊本県八代市）所蔵『百鬼夜行絵巻』より「ぶかつこう」（ぶかっこう）

ぶかっこうは、『百鬼夜行絵巻』（1832年）などの妖怪絵巻に描かれている日本の妖怪。

## 概要
口から舌を出した人間のような顔、蛇のような首といった姿で描かれている。絵巻には名前と絵があるのみで解説文は一切なく、詳細は不明である。ただし、尾田郷澄による『百鬼夜行絵巻』（1832年）に描かれている他の妖怪たち同様、江戸時代の妖怪絵巻にはいくつか同様の作例が見られており、絵巻物『百物語化絵絵巻』（1780年）にも、おなじデザインの妖怪が描かれていることが確認できる。
たばこと塩の博物館 編『武家の精華 八代・松井家の美術工芸』（2002年）や各地での展覧会などでは上記の名前で紹介されているが、それ以前（あるいはそれ以後も）の一部の書籍・雑誌では、ぶっ法そう（ぶっぽうそう）という名前で紹介されていた。これは翻字の誤りが後になって改められたものである。